# Steffi Nerius
Steffi Nerius, född den 1 juli 1972 i Bergen auf Rügen, Östtyskland, är en tysk friidrottare som tävlade i spjutkastning. Nerius blev världs- och europamästare samt tog OS-silver 2004. 

## Biografi
Nerius började sin idrottskarriär som volleybollspelare och blev ungdomsmästare i DDR med Dynamo Sassnitz. Men då hon var för kort för volleyboll skickades hon till friidrotten. 1986 blev hon antagen till barn- och ungdomssportskolan i Rostock och blev året efter som 14-årig 3:a i DDRs barn- och ungdomsspartakiade. Hon tävlade då för SG Empor Sassnitz under Günter Piniak. Året efter gick hon till SC Empor Rostock där hon stannade fram till 1991. Vid de sista DDR-mästerskapen 1990 kom hon som 18-årig på 5:e plats.
Nerius deltog i sitt förste internationella mästerskap 1991 då hon blev bronsmedaljör i junior-EM. Samma år lämnade hon Rostock, där möjligheterna för friidrott hade försämrats som följd av DDR:s sammanbrott. Hon flyttade till väst och bosatte sig i Leverkusen och började tävla för TSV Bayer 04 Leverkusen. Där tränades hon av Rudi Hars fram till hans död 1996 och därefter av Helge Zöllkau.
Nerius deltog i sitt förste internationella seniormästerskap vid VM 1993, då hon på hemmaplan i Stuttgart blev 9:a. I Göteborg två år senare och i Sevilla 1999 blev det åter finalplatser då hon blev 11:a och 12:a. Hon deltog i sitt första OS i Atlanta 1996 där hon kom på en nionde plats. Fyra år senare vid OS i Sydney  kom hon på en fjärde plats. Hon var i sin fjärde VM-final i Edmonton 2001 och blev 5:a. Vid EM 2002 i München slutade hon på andra plats efter ett kast på 64,09 slagen bara av grekiskan Mirela Manjani. 
Vid VM 2003 i Paris blev det en bronsmedalj, hennes längsta kast mätte 62,70 vilket bara Manjani och ryskan Tatjana Sjikolenko kunde överträffa. Året efter deltog hon vid Olympiska sommarspelen 2004 i Aten där hon blev silvermedaljör med ett kast på 65,82 efter Osleidys Menéndez från Kuba. Vid VM året efter i Helsingfors blev hon återigen bronsmedaljör, återigen var Menéndez och landsmannen Christina Obergföll hennes övermän. Nerius stora framgång kom vid EM 2006 i Göteborg då hon med ett kast på 65,82 säkrade guldet. Året efter vid VM 2007 i Osaka fick hon åter en bronsmedalj efter Barbora Špotáková och Obergföll. Hon deltog även vid Olympiska sommarspelen 2008 i Peking där hon blev femma. 
Vid VM 2009 på hemmaplan i Berlin gjorde Nerius sin sista tävling och där kastade hon 67,30 meter i första omgången. Kastet räckte till guld.
Nerius blev tysk mästare 2003-2006. 
Hennes personliga rekord är på 68,34 från en tävling i Elstal 2008. Hon kastade dock längre med gamla spjutet där hon nådde 69.42 1996.
Nerius är utbildad idrottslärare och arbetar med handikappidrott i sin klubb TSV Bayer 04 Leverkusen, 2004 hade hon två av sina adepter med på Paralympiska spelen i Aten.